# Nostra Senyora de Tots els Horitzons (el Barcarès)

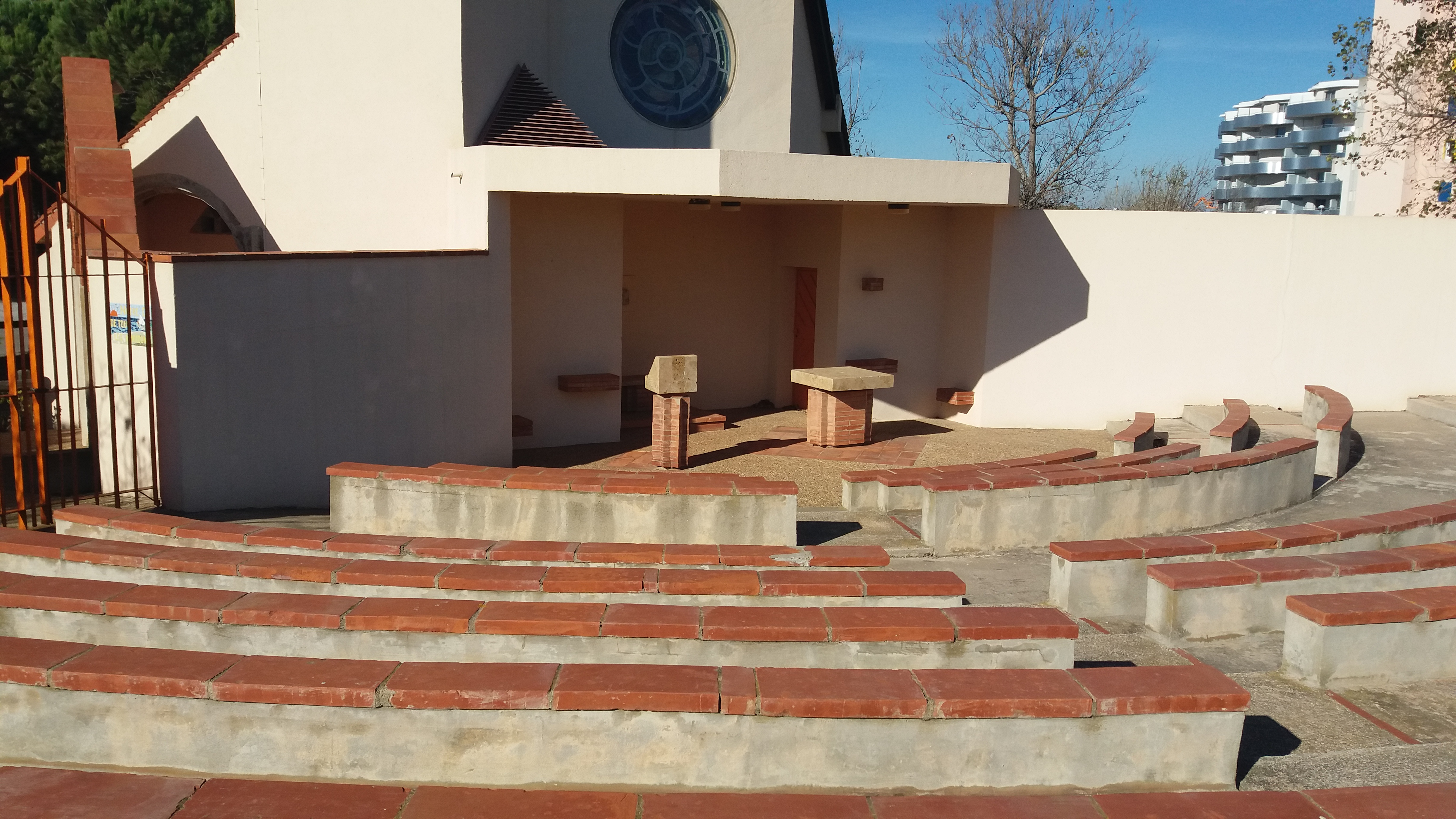
Capella de Nostra Senyora de Tots els Horitzons. Missa a l'aire lliure

Nostra Senyora de Tots els Horitzons és la capella del poble de Port Barcarès, pertanyent al Barcarès, a la comarca del Rosselló, a la Catalunya del Nord.
Està situada a la zona sud-oest de Port Barcarès, a prop de l'accés sud a aquest nucli de població.
És una església petita d'una sola nau, però amb un amfiteatre extern, dotat d'altar, que permet la celebració de misses (habitualment un cop a la setmana: diumenge a migdia) a l'aire lliure, del 1986. És sufragània de Santa Maria del Barcarès. És una construcció força avantguardista.